# Aleš Procházka (komentátor)
Aleš Procházka (* 11. srpna 1950 Praha) je český rozhlasový reportér.
Posluchače si získal neokázalým stylem reportování hokejových zápasů s perfektní dikcí, bohatou slovní zásobou, kultivovaným a zároveň strhujícím projevem. Jeho jediným zaměstnavatelem byl Československý a později Český rozhlas, kde působil jako sportovní redaktor 50 let, z toho 10 let jako externí spolupracovník. 

## Ocenění
Jako třetí žurnalista v historii byl v prosinci 2022 uveden do Síně slávy českého hokeje. V roce 2014 obdržel od Českého olympijského výboru cenu Oty Pavla za celoživotní propagaci sportu a olympijských ideálů v publicistice. Pro ČsR a ČRo reportoval celkem 25 mistrovství světa v ledním hokeji, 6 olympijských turnajů včetně zlatého triumfu v Naganu 1998 a 2 světové poháry.

## Začátky v Čs. rozhlasu
Ve sportovní redakci ČsR začal jako elév na podzim 1969. Během studia Fakulty žurnalistiky UK začal jezdit na živé reportáže legendárního pořadu s Mikrofonem za hokejem. Při státní zkoušce obhájil diplomovou práci o rozhlasovém pořadu Pozor, zákruta!.
Po absolvování vojenské služby v Písku a Praze nastoupil v roce 1975 do sportovní redakce ČsR jako zaměstnanec. Doplnil tehdy legendární sestavu rozhlasových reportérů: Miroslav Holman, Karel Malina, Václav Svoboda (zaměření především na fotbal), Stanislav Sigmund st. (hokej), František Macák (atletika), Jaroslav Moucha (motorismus). Přijímal ho vedoucí sportovní redakce Josef Malý. S ohledem na rozdělení redakce byl zařazen do hokejové skupiny ke Stanislavu Sigmundovi. Vítal své nasazovaní především na ligové zápasy mimopražských klubů, velice často se hlásil z Litvínova, Pardubic nebo Kladna, později Karlových Varů.

## Rozhlasová kariéra
V 70. letech dostal 3x možnost reportovat z utkání mistrovství světa v ledním hokeji, 1972 a 1978 v Praze a 1979 v Moskvě. Po další zkušenosti na MS v roce 1982 převzal o rok později po Stanislavu Sigmundovi pozici hlavního hokejového reportéra, v níž provázel posluchače slavnými i zdánlivě obyčejnými zápasy čtvrt století. Vinou vážných zdravotních problémů musel v roce 2006 přerušit svou sérii světových turnajů, vrátil se už jen na MS 2015 v Praze. Ve stejném roce Český rozhlas ukončil jeho pracovní poměr.
Další 4 roky ještě pokračoval jako externí spolupracovník, v roce 2019 ukončil i tuto spolupráci.  

## Tvorba po odchodu z ČRo
Po skončení práce pro rozhlas se začal věnovat psaní literárních příběhů, v nichž uplatnil svůj osobitý humor. Do roku 2023 vydal především v menších nakladatelstvích celkem 6 titulů, mj. Předposlední přání (Olympia, 2021) nebo Napůl ženská, napůl hrdina (Olympia, 2023). 
Celý život žije ve stejném domě v Praze na Vinohradech, nedaleko budovy Čs. rozhlasu.